# Фульдский кодекс

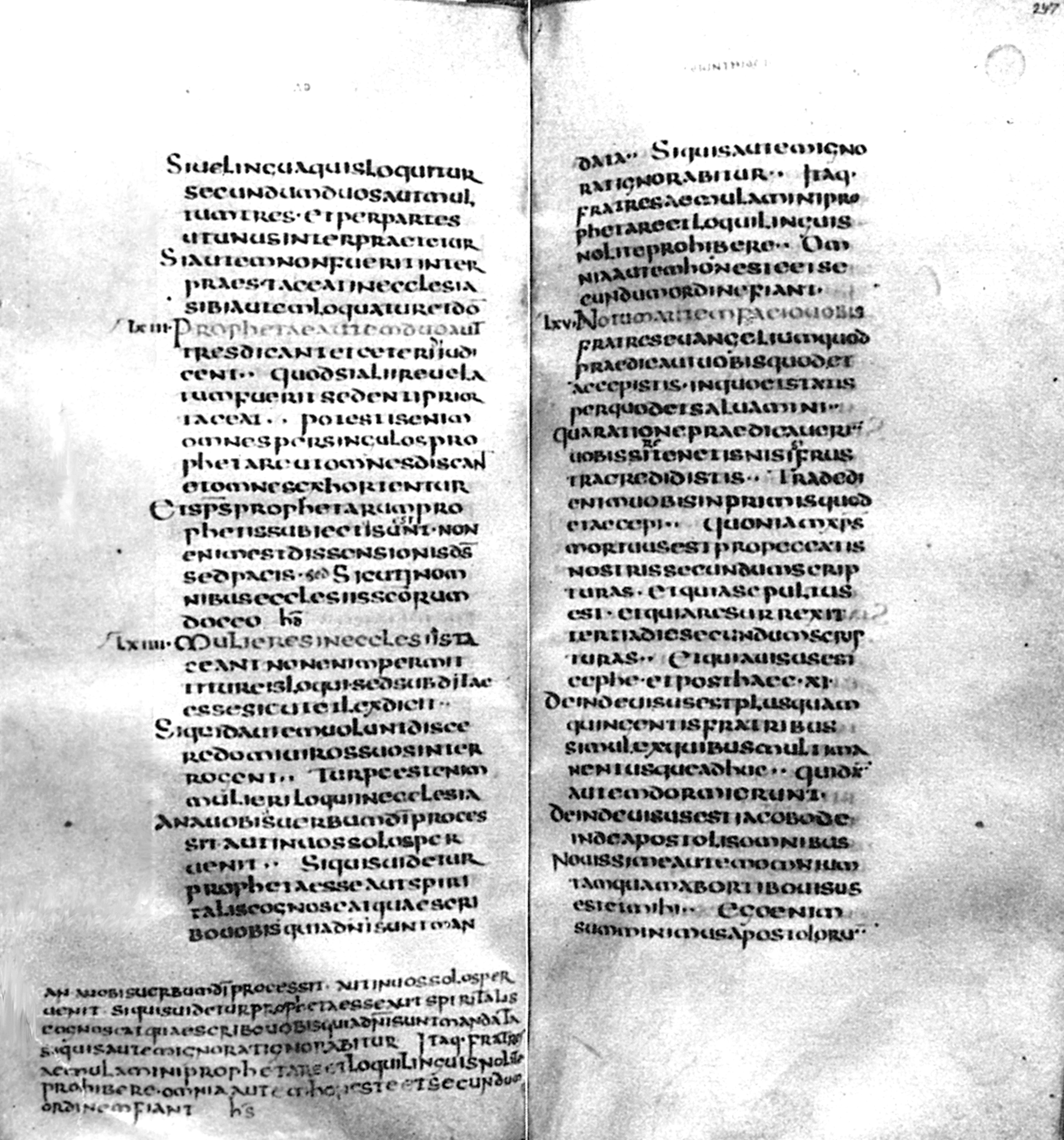
Разворот листов 146 verso — 147 recto

Фульдский кодекс (лат. Codex Fuldensis, инвентарное обозначение в Государственной библиотеке Гессена Codex Bonifatianus I) — унциальная рукопись Вульгаты VI века (в списке Вордсворта имеет сиглу F), второй по значимости манускрипт, используемый для подготовки критических изданий латинского библейского текста. Содержит полный текст Нового Завета, включая Послание к Лаодикийцам, причём Евангелия имеют форму гармонии, восходящей к Диатессарону Татиана. Кодекс включает 503 пергаментных листа формата 29,5 × 21 см, исписанных в одну колонку.

## История
Фульдский кодекс — старейшая датированная рукопись Вульгаты. Переписана для Виктора, епископа Капуанского после 541 года; он сам внёс в текст поправки, и написал предисловие, датированное 2 мая 546 года, и подписал своё имя, оставив при этом кляксу. Из его поправок и комментариев следует, что кодекс создавался на основе старолатинского перевода, причём единое повествование по плану Диатессарона было создано заново на основе Вульгаты, с сохранением старолатинской разбивки и оглавления. Позднее кодекс оказался во владении св. Бонифация, который в 745 году передал его в только что основанное Фульдское аббатство.

## Содержание
Кодекс включает Диатессарон и 23 канонических книги Нового Завета, а также Послание к Лаодикийцам и Пролог Иеронима к каноническим Евангелиям. Латинский текст Вульгаты относится к итальянскому типу, но сохранил около 600 старолатинских чтений. Тексту Диатессарона предшествует оглавление, скопированное со старолатинской рукописи, из него следует, что в прототипе не хватало Родословия Христа. После Диатессарона следуют Послания апостола Павла (включая Послание к Лаодикийцам), Деяния Апостолов, прочие апостольские послания и Апокалипсис. В тексте Первого послания Иоанна отсутствует Comma Johanneum, что не слишком согласуется с прямыми ссылками на небесное свидетельство в Прологе Иеронима, поэтому гиперкритически настроенные исследователи XVIII—XIX веков отмечали возможность подделки.